# Valentín Hernández Acosta
Valentín Antonio Hernández Acosta (San Fernando de Apure, 4 de noviembre de 1925 - Caracas, 29 de junio de 1989) fue un ingeniero y político venezolano, de significativa trayectoria en la administración pública en Venezuela. Fue ministro petrolero durante la primer gobierno de Carlos Andrés Pérez, jugando un papel preponderante en el proceso de nacionalización de la industria petrolera en Venezuela. Fue designado embajador de su país ante los gobiernos de Libia, Rumania, Austria y los Estados Unidos de América.

## Carrera
Hernández Acosta formó parte de la primera promoción de ingenieros en petróleo de la Universidad Central de Venezuela, egresada en septiembre de 1948. Fue embajador de Venezuela en Libia (1967), Rumania (1970) y Austria (1972). En 1974 fue designado Ministro de Minas e Hidrocarburos, posición desde la cual le tocó coordinar y dar ejecución oficial al proceso de nacionalización de la industria petrolera en Venezuela, con la promulgación de la Ley Orgánica que reserva al Estado la Industria y el Comercio de los Hidrocarburos el 29 de agosto de 1975.

### Secuestro
Hernández Acosta fue uno de los ministros petroleros asistentes a la cumbre de la OPEP en Viena, en diciembre de 1975, cuando un comando terrorista dirigido por Carlos el Chacal secuestró a los participantes de la cumbre, llevándolos en un avión hasta Argel, Argelia, donde fueron finalmente liberados. Hernández Acosta reveló tiempo después que, ocurrido el secuestro, el grupo de rehenes lo designó unánimemente como negociador con los secuestradores, toda vez que tanto él como Carlos eran ambos venezolanos y podían entenderse perfectamente en castellano. Durante dichas negociaciones, Carlos le habría revelado que, en caso de la operación fallase, la primera víctima hubiese sido el mismo Hernández. Finalmente los ministros fueron liberados la víspera de la Navidad de 1975.

### Últimos años
A partir de enero de 1976, con la industria petrolera nacionalizada, al ministro le correspondió llevar adelante la tarea de coordinación con el nuevo ente operador de la industria, Petróleos de Venezuela. En 1977, el Ministerio de Minas e Hidrocarburos absorbió las actividades mineras, dando paso al Ministerio de Energía y Minas; Hernández coordinó la reorganización del despacho, continuando en carácter de ministro hasta 1979.
En marzo de 1984 fue designado como embajador de Venezuela en Estados Unidos, cargo que ejerció hasta principios de 1989. De regreso a su residencia en Caracas, Hernández Acosta sufrió un infarto, dejando de existir en junio de 1989. En vida, fue condecorado con la Gran Orden al Mérito, en Oro, por el Gobierno de Austria; la Gran Cruz de la Orden Homayoun, por el Imperio de Irán; la Orden Tudor Vladimirescu en Primera Clase, por la República Socialista de Rumania; y la Orden del Águila Azteca, en grado de Banda, por los Estados Unidos Mexicanos.